# Massamasso Tchangai
Komi Massamasso Tchangai (Ketao, 1978. augusztus 8.  – Lomé, 2010. augusztus 8.) togói válogatott labdarúgó. 

## Pályafutása

### Klubcsapatban
Pályafutását 1995-ben kezdte az ASKO Kara csapatában. 1996 és 1998 között Tunéziában a Bizertin együttesében játszott. 1998-tól 2002-ig az Udinese játékosa volt, de folyamatosan kölcsönben szerepelt. 1998 és 1999 között a szlovén HIT Gorica, 1999 és 2001 között a holland De Graafschap, 2001 és 2002 között az olasz Viterbese csapatát erősítette. 2002-től 2006-ig a Benevento Calcio labdarúgója volt. 2006-ban Szaúd-Arábiába szerződött az En-Naszr együtteséhez, ahol két évet töltött. 2009-ben a kínai Sencsen FC játékosa volt, majd visszatért Szaúd-Arábiába. 

### A válogatottban
1996 és 2008 között 37 alkalommal szerepelt a togói válogatottban és 5 gólt szerzett.< Részt vett az 1998-as, a 2000-es, a 2002-es és a 2006-os afrikai nemzetek kupáján, illetve a 2006-os világbajnokságon, ahol a togóiak összes mérkőzésén kezdőként kapott lehetőséget.

### Halála
2010. augusztus 8-án, 32. születésnapján hunyt el rövid betegséget követően.